# Campeonato da Lituânia de Ciclismo Contrarrelógio
Os Campeonatos da Lituânia de Ciclismo Contrarrelógio são organizados anualmente desde 1997 para determinar o campeão ciclista da Lituânia de cada ano, na modalidade.
O título é outorgado ao vencedor de uma única prova, na modalidade de contrarrelógio individual. O vencedor obtêm o direito de usar a maillot com as cores da bandeira da Lituânia até ao campeonato do ano seguinte, unicamente quando disputa provas contrarrelógio.

## Palmarés

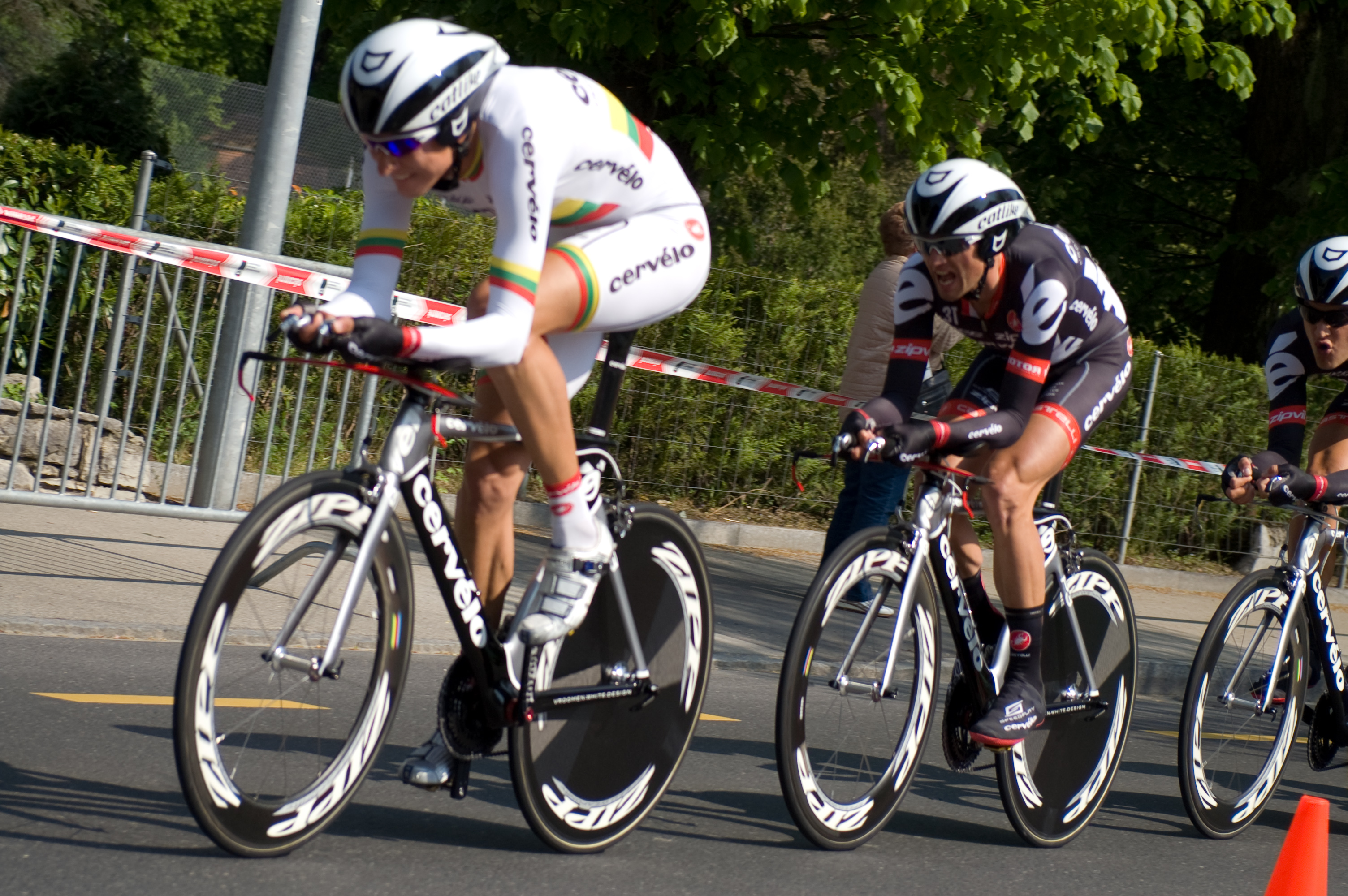
Ignatas Konovalovas com a maillot de campeão nacional CRI

| Ano  | Vencedor             | Segundo              | Terceiro             |
| 1997 | Raimundas Vilcinskas | Remigius Lupeikis    | Arturas Trumpauskas  |
| 1998 | Raimundas Vilcinskas | Remigius Lupeikis    | Raimondas Rumsas     |
| 1999 | Raimondas Rumsas     | Arturas Kasputis     | Raimundas Vilcinskas |
| 2000 | Remigius Lupeikis    | Dariusz Strole       | Linas Balciunas      |
| 2001 | Remigius Lupeikis    | Linas Balciunas      | Raimondas Rumsas     |
| 2002 | Raimondas Vilcinskas | Remigius Lupeikis    | Mindaugas Goncaras   |
| 2003 | Tomas Vaitkus        | Raimondas Vilcinskas | Dainius Kairelis     |
| 2004 | Tomas Vaitkus        | Vytautas Kaupas      | Gediminas Bagdonas   |
| 2005 | Raimondas Rumsas     | Tomas Vaitkus        | Ignatas Konovalovas  |
| 2006 | Ignatas Konovalovas  | Gediminas Bagdonas   | Simas Kondrotas      |
| 2007 | Gediminas Bagdonas   | Ignatas Konovalovas  | Evaldas Šiškevicius  |
| 2008 | Ignatas Konovalovas  | Tomas Vaitkus        | Evaldas Siskevicius  |
| 2009 | Ignatas Konovalovas  | Evaldas Siskevicius  | Ramunas Navardauskas |
| 2010 | Ignatas Konovalovas  | Evaldas Siskevicius  | Ramunas Navardauskas |
| 2011 | Gediminas Bagdonas   | Ramunas Navardauskas | Evaldas Siskevicius  |
| 2012 | Ramunas Navardauskas | Ignatas Konovalovas  | Gediminas Bagdonas   |
| 2013 | Ignatas Konovalovas  | Gediminas Bagdonas   | Ramunas Navardauskas |
| 2014 | Ramunas Navardauskas | Ignatas Konovalovas  | Gediminas Bagdonas   |
| 2015 | Ramūnas Navardauskas | Gediminas Bagdonas   | Ignatas Konovalovas  |
| 2016 | Ignatas Konovalovas  | Paulius Siskevicius  | Raimondas Rumšas     |
| 2017 | Ignatas Konovalovas  | Gediminas Bagdonas   | Raimondas Rumšas     |
| 2018 | Gediminas Bagdonas   | Ramūnas Navardauskas | Evaldas Šiškevicius  |
| 2019 | Gediminas Bagdonas   | Evaldas Šiškevicius  | Ramūnas Navardauskas |
| 2020 | Evaldas Šiškevicius  | Gediminas Bagdonas   | Venantas Ašinis      |
| 2021 | Evaldas Šiškevicius  | Aivaras Mikutis      | Venantas Ašinis      |
| 2022 | Aivaras Mikutis      | Evaldas Šiškevicius  | Venantas Ašinis      |